# Anamaria Marinca
Anamaria Marinca (Iași, Romania, 1 d'abril de 1978) és una actriu romanesa.
Marinca va debutar a la pantalla amb la pel·lícula Sex Traffic de Channel 4, per la qual va guanyar el British Academy Television Award a la millor actriu. Marinca també és coneguda per la seva actuació en 4 mesos, 3 setmanes i 2 dies, guanyant diversos premis per la seva interpretació, i va ser nominada al premi de cinema europeu a la millor actriu, premi London Film Critics Circle per a l'actriu de l'any, pel·lícula de Los Angeles Premi de l'Associació de la Crítica a la millor actriu i Premi de la Societat Nacional de la Crítica de Cinema a la millor actriu. El 2008, al 58è Festival Internacional de Cinema de Berlín, va rebre el premi Shooting Stars Award de la European Film Promotion.

## Vida i carrera
Marinca va néixer a Iași (Romania). Va créixer amb una sòlida base en les arts. La seva mare era violinista de formació clàssica, mentre que el seu pare era professor de teatre a nivell universitari. Va estudiar el violí durant tota la seva infància quan, cap als set anys, va anunciar que volia ser actriu.
Marinca es va graduar a la Universitat de Belles Arts, Música i Drama "George Enescu" de Iași.
El 2005, va guanyar tres premis a la millor actriu (els premis BAFTA Television, el Royal Television Society Award i la 'Golden Nymph') al 45è Festival de Télévision de Monte Carlo) pel seu paper a Sex Traffic, un drama de CBC / Channel 4 sobre tràfic de persones.
El 2007, va protagonitzar la pel·lícula romanesa 4 luni, 3 săptămâni și 2 zile (4 mesos, 3 setmanes i 2 dies) de Cristian Mungiu, guanyador de la Palma d'Or al Festival de Cannes 2007 i dos premis més (el premi de cinema del sistema educatiu nacional francès i el premi FIPRESCI). També va aparèixer a la pel·lícula Francis Ford Coppola Youth Without Youth. El 2008 va aparèixer com a Yasim Anwar a la minisèrie de 5 episodis de la BBC The Last Enemy. Marinca va aparèixer al drama romanès Boogie i l'aclamat Five Minutes of Heaven d' Oliver Hirschbiegel.
Posteriorment, va tenir un paper destacat a la pel·lícula Fury del 2014, en què va interpretar a una dona alemanya anomenada Irma, que es reuneix amb una tripulació de tancs nord-americans durant la Segona Guerra Mundial. És habitual de la sèrie de detectius de televisió gal·lesa Hinterland.

## Filmografia
| Any       | Títol                        | Paper                                            | Notes                                                  |
| --------- | ---------------------------- | ------------------------------------------------ | ------------------------------------------------------ |
| 2004      | Sex Traffic                  | Elena Visinescu                                  |                                                        |
| 2006      | Hotel Babylon                | Natasha                                          | (Sèrie de televisió; 1 episode)                        |
| 2007      | 4 Months, 3 Weeks and 2 Days | Otilia                                           | 4 luni, 3 săptămâni și 2 zile                          |
| 2007      | Youth Without Youth          | Hotel Receptionist                               |                                                        |
| 2008      | The Last Enemy               | Yasim Anwar                                      | (TV Miniseries)                                        |
| 2008      | Boogie                       | Smaranda Ciocazanu                               | També conegut com a Summer Holiday                     |
| 2009      | Five Minutes of Heaven       | Vika                                             |                                                        |
| 2009      | Storm                        | Mira Arendt                                      |                                                        |
| 2009      | The Countess                 | Anna Darvulia                                    |                                                        |
| 2009      | Sleep with Me                | Sylvie                                           | (Pel·lícula televisiva ambMarc Jobst)                  |
| 2010      | The Aviatrix of Kazbek       | The Aviatrix of Kazbek                           | De vliegenierster van Kazbek                           |
| 2010      | The Pizza Miracle            | The Madonna of the Eels                          | (Curt cinematogràfic)                                  |
| 2010      | Look, Stranger               | Anna                                             |                                                        |
| 2010      | HolambCity                   | Mother                                           | (Sèrie de televisió; 2 episodes)                       |
| 2011      | Perfect Sense                | Street performer                                 |                                                        |
| 2011      | Ouroboros                    | Eva                                              | (Curt cinematogràfic)                                  |
| 2011      | HolambCity                   | Nadiya Tereschenko                               | (Sèrie de televisió; 1 episode)                        |
| 2012      | Wallander                    | Inese                                            | (Sèrie de televisió; 1 episode – The Dogs of Riga)     |
| 2012      | Doctor Who                   | Darla                                            | (Sèrie de televisió; 1 episode – Asylum of the Daleks) |
| 2012      | A Cloud in a Glass of Water  | Anna                                             |                                                        |
| 2013      | The Politician's Husband     | Dita                                             | (Sèrie de Televisió)                                   |
| 2013–2015 | Hinterland                   | Meg Mathias                                      |                                                        |
| 2013      | Europa Report                | Rosa Dasque                                      | Released theatrically on 2 August 2013                 |
| 2014      | The Missing                  | Rini                                             | (Sèrie de Televisió)                                   |
| 2014      | Fury                         | Irma                                             |                                                        |
| 2015      | Floride                      | Ivona                                            | Directed ambPhilippe Le Guay                           |
| 2015      | River                        | Ema                                              | (Sèrie de Televisió)                                   |
| 2016-2018 | Mars                         | Marta Kamen                                      | (Sèrie de Televisió)                                   |
| 2016      | The Girl with All the Gifts  | Dr Selkirk                                       |                                                        |
| 2017      | Ghost in the Shell           | Dr Dahlin – Hanka Robotics' Section 9 consultant | Adaptació del manga i anime Ghost in the Shell         |
| 2017      | Nico, 1988                   | Sylvia                                           |                                                        |
| 2017      | Inspector George Gently      | Eve Liddell                                      |                                                        |
| 2019      | Tin Star                     | Sarah Nickel                                     | (Temporada 2)                                          |
| 2020      | The Old Guard                | Dr. Meta Kozak                                   |                                                        |
| TBA       | You Won't Be Alone           |                                                  | Post-producció                                         |

## Crèdits escènics
| Títol             | Curs | Paper   | Producció                   | Notes                                                         |
| ----------------- | ---- | ------- | --------------------------- | ------------------------------------------------------------- |
| Mesura per mesura | 2006 | Mariana | National Theatre, Londres   |                                                               |
| 4:48 Psicosi      | 2009 |         | Young Vic Theatre, Londres. | L'última obra de Sarah Kane, dirigida per Christian Benedetti |
| Rutes             | 2013 | Anka    | Teatre Royal Court          |                                                               |

## Crèdits radiofònics
| Títol                          | Curs | Paper    | Producció              | Notes                               |
| ------------------------------ | ---- | -------- | ---------------------- | ----------------------------------- |
| Enterrar la màquina d'escriure | 2012 | narrador | Sweet Talk Productions | Llibre de la setmana de BBC Radio 4 |
| Angielski                      | 2015 | narrador | Sweet Talk Productions | Sèrie BBC Radio 4                   |